# Заплюсские озёра
Заплюсские озёра, до обмеления — Заплюсское озеро — водоёмы в Запольской волости Плюсского района Псковской области.
Площадь — 2,5 км² (255,0 га). Максимальная глубина — 3,0 м, средняя глубина — 1,7 м.
К востоку находится деревня Заплюсье, а к северо-востоку — посёлок городского типа Заплюсье.
Проточное. Относится к бассейну реки Плюсса, которая и начинает свой исток из Заплюсских озёр. Выток перекрыт дамбой. Было частично приспущено в результате выработки торфяников. В настоящее время осушительная канава перекрыта.
Тип озера плотвично-окуневый с лещом. Массовые виды рыб: лещ, щука, плотва, окунь, карась, вьюн.
Для озера характерны низкие заболоченные берега, илистое дно, в прибрежье — сплавины, коряги; бывают локальные заморы.